# Rhamphorhynchus
Rhamphorhynchus ("hocico con pico") o ranforrinco es un género extinto de pterosaurio ranforrincoideo que vivió en algunas zonas de Europa y África a finales del Jurásico, hace unos 150 millones de años. Menos especializados que sus contemporáneos, los pterodactiloides de cola corta como Pterodactylus, poseía una cola larga, que era rígida gracias a una serie de ligamentos, y acababa en un timón en forma de diamante. Las mandíbulas de Rhamphorhynchus alojaban dientes similares a alfileres, dirigidos hacia adelante, con una punta acabada en un pico curvado y afilado carente de dientes, indicando una dieta consistente sobre todo de peces e insectos. El género Rhamphorhynchus da nombre al grupo de pterosaurios de cola larga, conocidos como ranforrincoideos (Rhamphorhynchoidea).
Aunque restos fósiles que posiblemente pertenezcan a Rhamphorhynchus han sido hallados en Inglaterra, Tanzania y España, los especímenes mejor preservados provienen de la Caliza de Solnhofen de Baviera, Alemania. Muchos de estos fósiles no solo han preservado los huesos sino también impresiones de tejidos blandos como las membranas de las alas. Dientes dispersos que se cree podrían ser de Rhamphorhynchus también han sido hallados en Portugal.

## Descripción

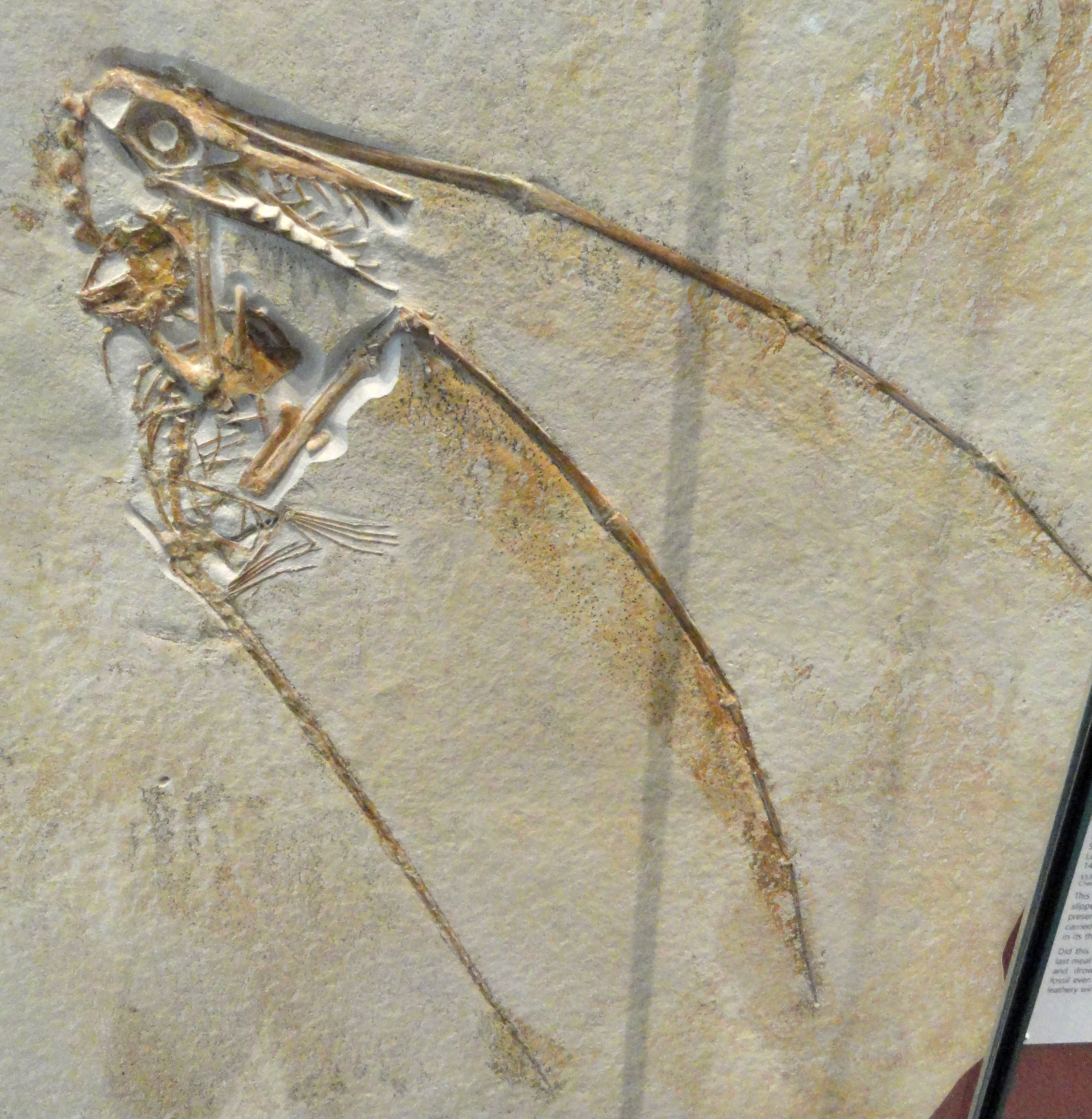
Espécimen con el timón de la cola, Museo Real Ontario

El mayor ejemplar conocido de Rhamphorhynchus muensteri (número de catálogo BMNH 37002) mide 1.26 metros de largo con una envergadura de 1.81 metros.

### Cráneo
Contrariamente a un reporte de 1927 del investigador de pterosaurios Ferdinand Broili, Rhamphorhynchus carecía de cresta, tanto ósea como de tejido blando, como las vistas en varias especies de pterosaurios pterodactiloides contemporáneos. Broili afirmó haber hallado una cresta de dos milímetros de alto compuesta de hueso delgado que corría a lo largo de la mayor parte de la longitud craneana de un ejemplar de Rhamphorhynchus, evidenciado por una impresión en la roca circundante y unos pocos fragmentos de la propia cresta. Sin embargo, exámenes subsiguientes de esta espécimen hechos por Wellnhofer en 1975 y Bennett en 2002 usando tanto luz visible como ultravioleta no hallaron rastro de la cresta, y ambos concluyeron que Broili se equivocó. La supuesta cresta, según concluyeron, era simplemente un artefacto de preservación.
Los dientes de Rhamphorhynchus se entrelazan cuando se cierra la mandíbula y sugieren que tenía una dieta piscívora. Había veinte dientes en la mandíbula superior y catorce en la inferior.

## Historia y clasificación

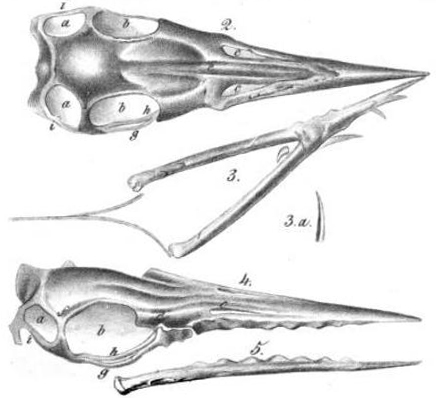
El cráneo holotipo como fue ilustrado en 1851

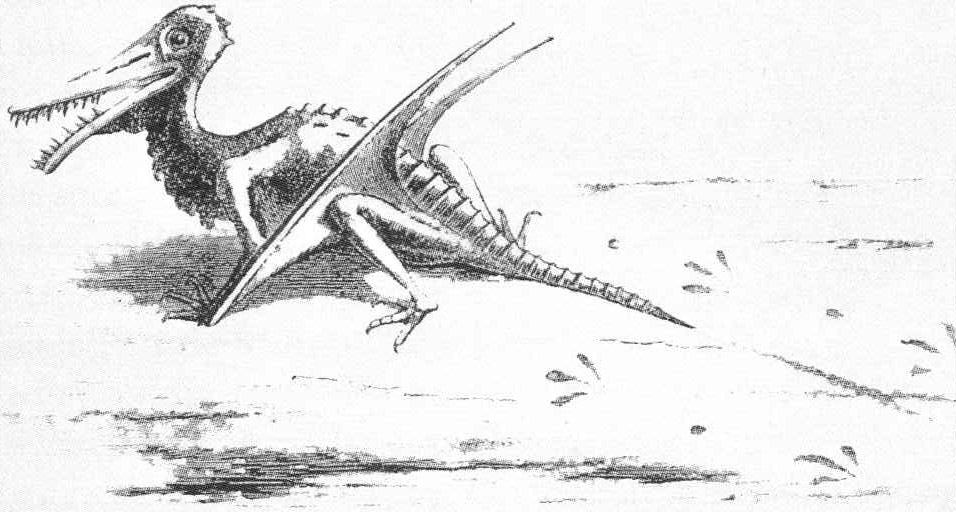
Una de las primeras restauraciones de Rhamphorhynchus en 1863, mostrado junto con huellas que en realidad fueron dejadas por Mesolimulus.

La clasificación y taxonomía de Rhamphorhynchus, como la de muchas especies de pterosaurios conocidas desde la era victoriana, es compleja, con una larga historia de reclasificaciones bajo varios nombres, frecuentemente para los mismos especímenes.
El primer espécimen nombrado de Rhamphorhynchus, fue remitido a Samuel Thomas von Soemmerring por el coleccionista Georg Graf zu Münster en 1825. von Soermmerring concluyó que pertenecía a un ave antigua. Cuando la preparación adicional desenterró los dientes, Graf zu Münster envió una réplica al profesor Georg August Goldfuss quien lo reconoció como un pterosaurio. Como muchos pterosaurios nombrados a mediados del siglo XIX, Rhamphorhynchus fue originalmente descrito como una especie de Pterodactylus. Sin embargo, en ese entonces muchos científicos consideraron incorrectamente a Ornithocephalus como el nombre válido para Pterodactylus. Este espécimen de Rhamphorhynchus fue por lo tanto referido como Ornithocephalus Münsteri. Esto fue mencionado por primera vez en 1830 por el propio Graf zu Münster. Sin embargo, la descripción que hacía al nombre válido fue dada por Goldfuss en un seguimiento de 1831 al corto artículo de Münster. Nótese que la Comisión Internacional de Nomenclatura Zoológica (ICZN) más tarde dictaminó que los caracteres que no pertenecieran al alfabeto latino estándar como ü no serían permitidos en los nombres científicos, y por lo tanto la grafía münsteri fue enmendada a muensteri por Richard Lydekker en 1888.

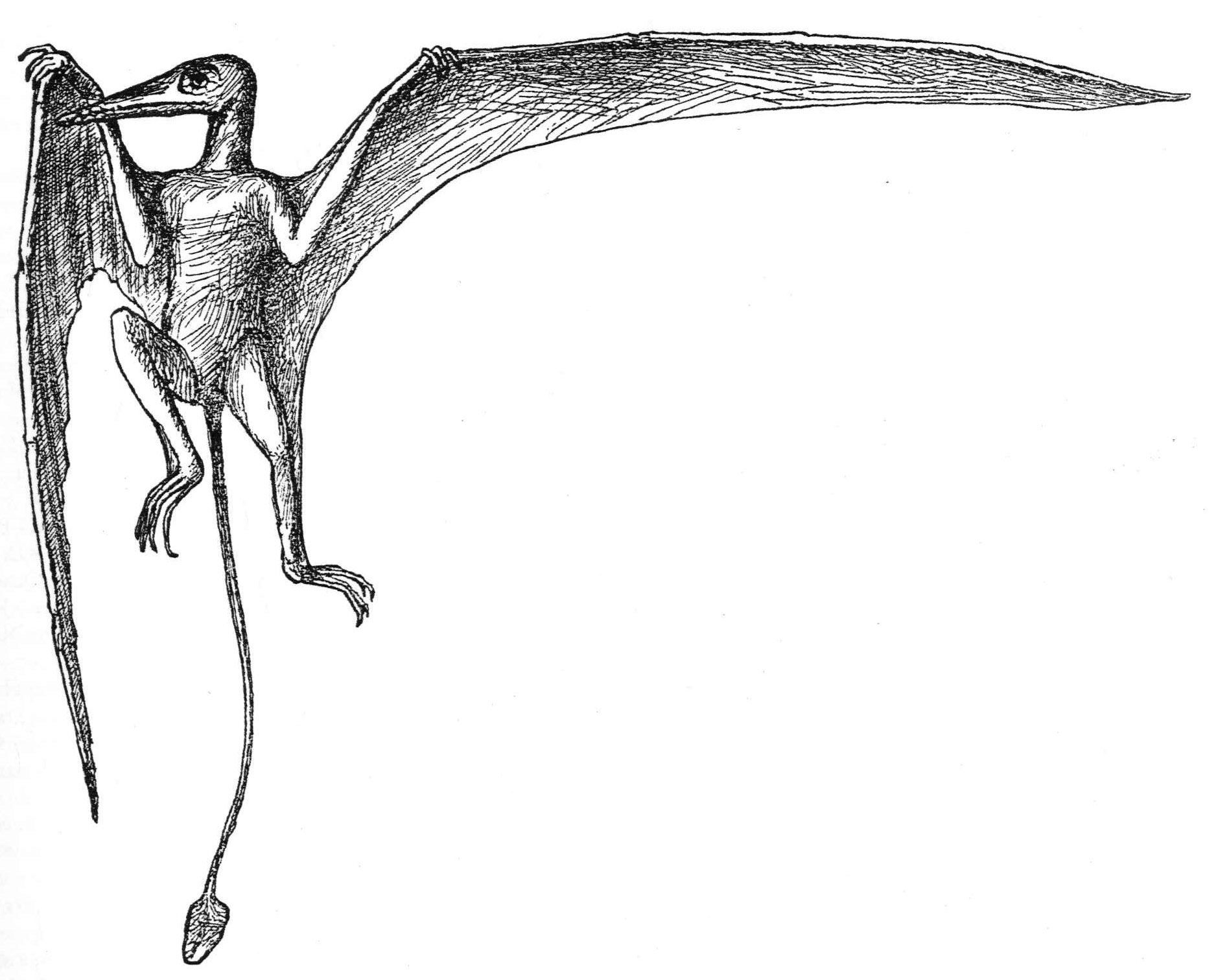
Reconstrucción de Karl Alfred von Zittel, basada en el espécimen "Zittel Wing", 1882

En 1839, Münster describió otro espécimen que él consideró que pertenecía a Ornithocephalus (es decir, Pterodactylus), con una distintiva cola larga. Él lo nombró Ornithocephalus longicaudus, que significa "cola larga", para diferenciarlo de los ejemplares de cola corta (los verdaderos especímenes de Pterodactylus).

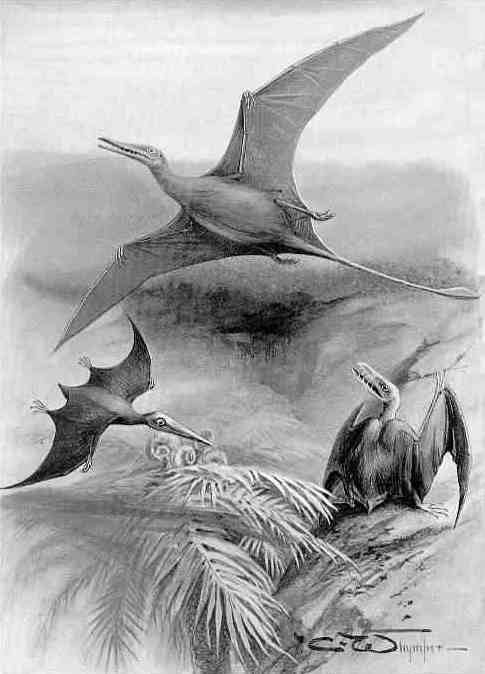
Ilustración de 1905 hecha por Charles Whymper representando a Rhamphorhynchus arriba, con Pterodactylus y Scaphognathus abajo

En 1845, Hermann von Meyer oficialmente corrigió la especie original Ornithocephalus münsteri a Pterodactylus münsteri, dado que en este punto ya se había reconocido la prioridad del nombre Pterodactylus sobre Ornithocephalus. En un subsecuente artículo de 1846 describiendo una nueva especie de "pterodáctilo" de cola larga, von Meyer decidió que las formas de cola larga de Pterodactylus eran lo suficientemente diferentes de las formas de cola corta como para garantizar su ubicación en un subgénero, y él nombró a su nueva especie Pterodactylus (Rhamphorhynchus) gemmingi por un espécimen propiedad del coleccionista capitán Carl Eming von Gemming el cual más tarde vendió por trescientos florines al Museo Teylers de Haarlem. No fue sino hasta 1847 que von Meyer elevó a Rhamphorhynchus al rango de género de pleno derecho, y de manera oficial incluyó en este a las especies de cola larga de Pterodactylus conocidas en ese entonces, R. longicaudus (la especie original preservaba una cola larga) y R. gemmingi. La especie tipo de Rhamphorhynchus es R. longicaudus; este espécimen tipo u holotipo también fue vendido al Museo Teylers, donde aún reside como el ejemplar TM 6924.
La especie original, Pterodactylus muensteri, permaneció clasificado de forma errónea hasta una revaluación publicada por Richard Owen en un libro de 1861, en el cual la renombró como Rhamphorhynchus münsteri. El espécimen tipo de R. muensteri, descrito por Münster y Goldfuss, se perdió durante la Segunda Guerra Mundial. Si está disponible, un nuevo espécimen o neotipo debe ser designado en caso de la pérdida del original o si este se encuentra en mal estado de preservación. Peter Wellnhofer declinó designar un neotipo en su revisión de 1975 del género, debido a que existen varios moldes de alta calidad de espécimen original que aún están disponibles en colecciones de museos. Estos pueden servir como plastotipos.

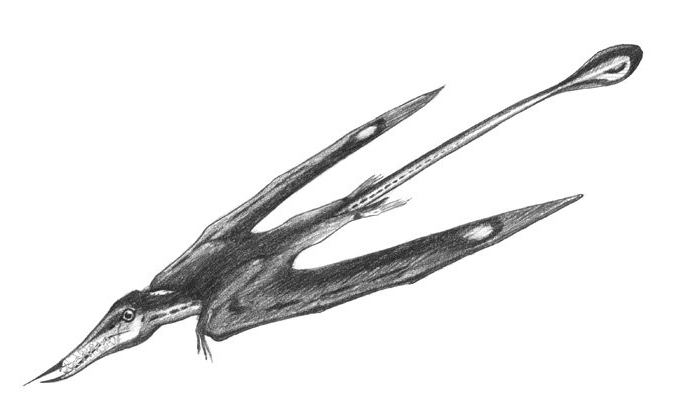
Recreación moderna por John Conway.

En la década de 1990 (y siguiendo a la consolidación de Wellnfofer de muchas especies nombradas anteriormente), cerca de cinco especies de Rhamphorhynchus fueron reconocidas de la caliza de Solnhofen de Alemania, con unas cuantas siendo nombradas de África, España y el Reino Unido basadas en restos fragmentarios. Muchas de las especies de Solnhofen se diferenciaban según su tamaño relativo, y características relacionadas al tamaño como la longitud relativa del cráneo.
En 1995, el investigador Chris Bennett publicó una extensa revisión de las especies alemanas reconocidas. Bennett concluyó que todas las supuestamente distintas especies alemanas eran realmente ejemplares distintos de una única especie, R. muensteri, que representaban distintos grupos por edad, de modo que las especies pequeñas eran juveniles y las mayores los adultos. El artículo de Bennett no incluyó a las especies africana y británica, aunque él sugirió que debían ser consideradas como miembros indeterminados de la familia Rhamphorhynchidae y no necesariamente especies del propio Rhamphorhynchus. A pesar de la reducción del género a una única especie, la especie tipo continúa siendo R. longicaudus.

## Paleobiología

### Ciclo vital
Tradicionalmente, la gran variación de tamaño entre lo especímenes de Rhamphorhynchus ha sido tomada como muestra de variación entre especies. No obstante, en su artículo de 1995, Bennett afirmó que estas "especies" realmente representaban grupos por edad de una única especie, Rhamphorhynchus muensteri, desde crías hasta adultos. Siguiendo esta interpretación, Bennett encontró notorios cambios que ocurrían en R. muensteri a medida que el animal maduraba.

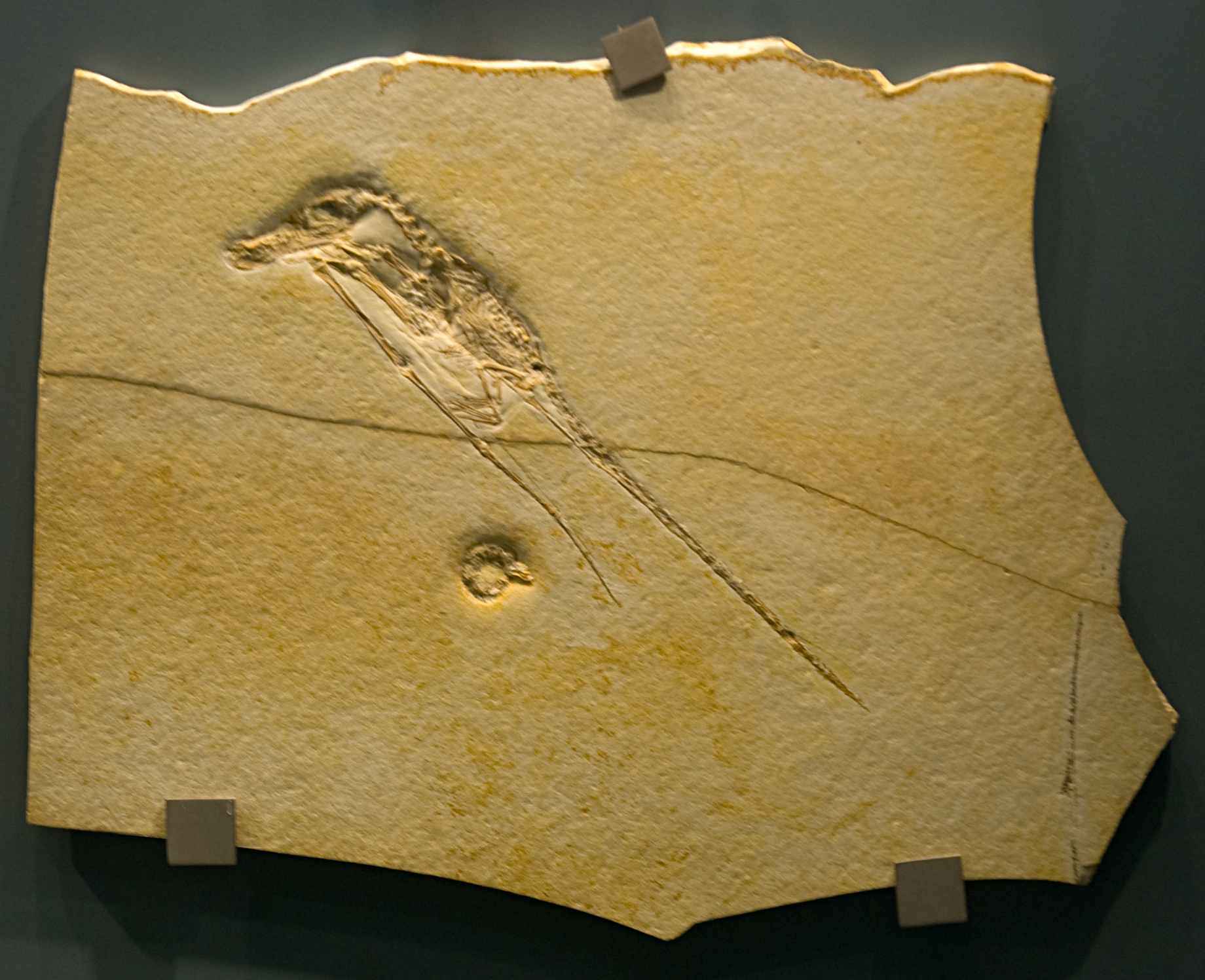
R. intermedius, un pequeño espécimen que podría ser un juvenil de R. muensteri

Los Rhamphorhynchus jóvenes tenían cráneos relativamente cortos con grandes ojos, y la punta sin dientes de las mandíbulas eran más cortas que en los adultos, con puntas redondeadas sin filo que eventualmente se volvían más delgadas y aguzadas cuando el animal crecía. Los Rhamphorhynchus adultos también desarrollaban un fuerte "gancho" al final de la mandíbula inferior. El número de dientes permanecía constante a través de la vida del animal, aunque los dientes se volvían relativamente más cortos y robustos en la edad adulta, posiblemente para capturar presas más grandes y poderosas. La pelvis y la cintura escapular se fusionaban con la edad, siendo obtenida la fusión pectoral total al año de vida.

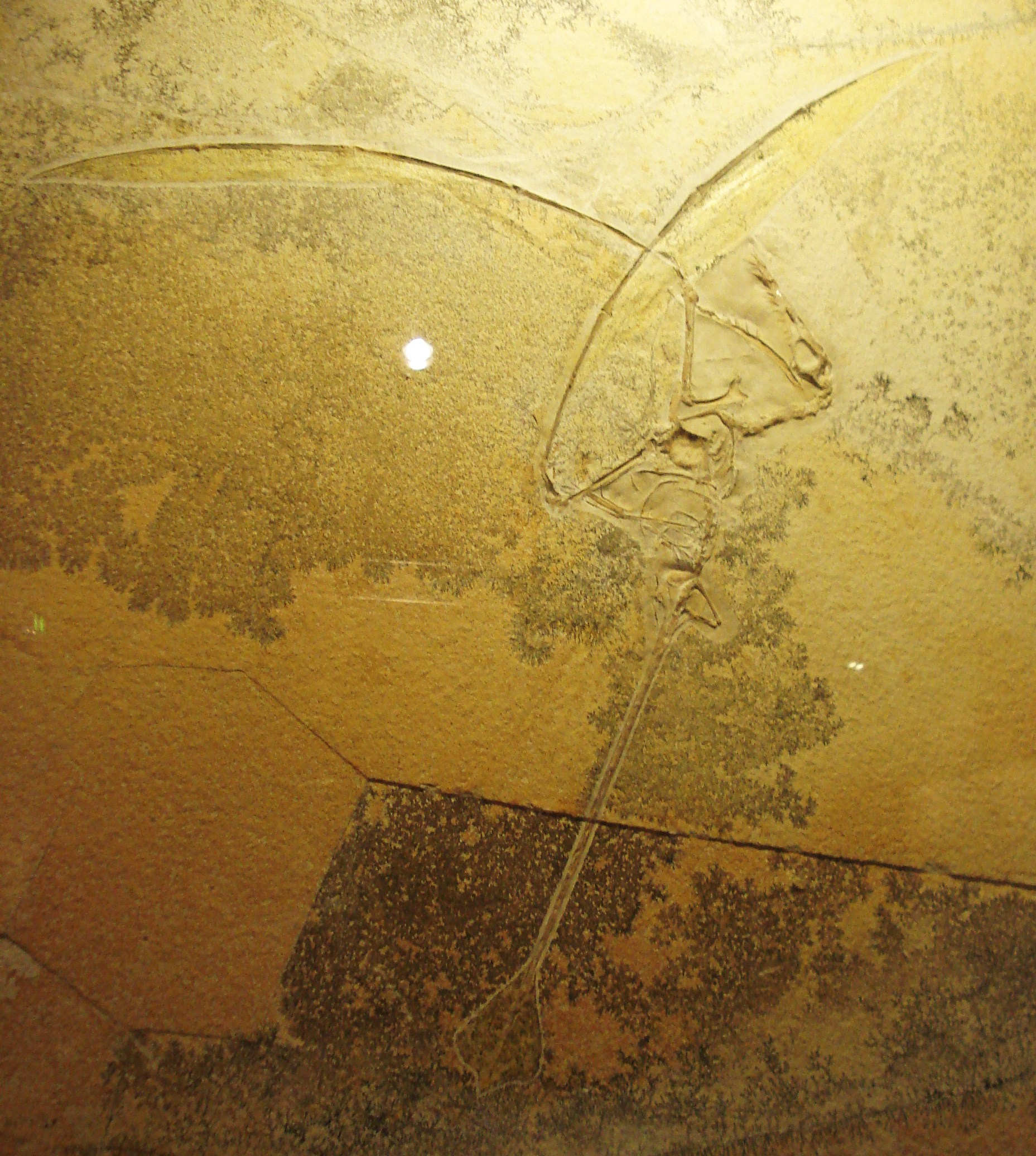
Espécimen anteriormente asignado a R. intermedius con el timón de la cola

La forma del timón de la cola también cambiaba entre los varios grupos por edad de Rhamphorhynchus. En los jóvenes, el timón era relativamente bajo respecto a la cola y más o menos oval, o en "forma de escalpelo". Según maduraba, el timón de la cola se volvía más en forma de diamante, y finalmente triangular en los mayores individuos.
El espécimen más pequeño conocido de Rhamphorhynchus tenía una envergadura de solo 290 milímetros; sin embargo, es probable que incluso un individuo pequeño como este fuera capaz de volar. Bennett examinó dos posibilidades para las crías; que fueran altriciales, requiriendo algún período de cuidado antes de dejar el nido, o que fueran precociales, naciendo con suficiente tamaño y habilidad para volar. Si eran precoces, Bennett sugiere que las nidadas debieron ser pequeñas, con solo uno o dos huevos por nidada, para compensar el tamaño relativamente grande de las crías. Bennett no especuló sobre cual posibilidad sería más probable, aunque el descubrimiento de un embrión de pterosaurio (Avgodectes) con huesos fuertemente osificados sugieren que los pterosaurios en general eran precoces, capaces de volar poco después de nacer con un cuidado maternal mínimo. Esta teoría fue contradicha por un estudio histológico de Rhamphorhynchus de 2012 que mostró que el rápido crecimiento inicial era seguido por un prolongado período de crecimiento lento.

### Metabolismo
Habiendo determinado que los ejemplares de Rhamphorhynchus encajaban en grupos de edad determinados, Bennett fue capaz de estimar la tasa de crecimiento durante un año al comparar el tamaño de especímenes de un año de edad con los de dos años. Descubrió que la tasa de crecimiento promedio durante el primer año de vida de Rhamphorhynchus estaba entre el 130% al 173%, levemente más rápida que la tasa de crecimiento de los aligátores. El crecimiento probablemente se ralentizaba después de la madurez sexual, por lo que le pudo haber tomado algo más de tres años alcanzar su máximo tamaño adulto.
Esta tasa de crecimiento es mucho más lenta que la vista en los grandes pterodactiloides como Pteranodon, que alcanzaban el tamaño adulto dentro del primer año de vida. Adicionalmente, los pterodactiloides tenían un crecimiento determinado, lo que significa que los animales alcanzaban un tamaño adulto máximo y paraban de crecer. Las suposiciones previas de crecimiento rápido en los ranforrincoides estaban basadas en la idea de necesitaban ser de sangre caliente para mantener un vuelo activo. Los animales de sangre caliente, como los modernos aves y murciélagos, normalmente muestran un rápido crecimiento hasta llegar al tamaño adulto y paran de crecer. Debido a que no hay evidencia de esto en Rhamphorhynchus, Bennett consideró sus hallazgos consistentes con un metabolismo ectotérmico, aunque él recomendó que eran necesarios más estudios. Un Rhamphorhynchus de sangre fría, como sugirió Bennett, puede haberse calentado al sol o ejercitado sus músculos para acumular suficiente energía para realizar algunos vuelos, y luego enfriarse a temperatura ambiente cuando no estaba activo para guardar energía, como los reptiles modernos.

### Dimorfismo sexual
Tanto Koh Ting-Pong como Peter Wellnhofer reconocieron dos grupos distintos entre los Rhamphorhynchus muensteri adultos, diferenciados por las proporciones del cuello, alas y miembros posteriores, pero particularmente por la proporción de la longitud del cráneo en relación con la del húmero. Ambos investigadores notaron que estos dos grupos de especímenes eran encontrados en una proporción de cerca de 1:1, y los interpretaron como sexos distintos. Bennett examinó el dimorfismo sexual en Rhamphorhynchus usando un análisis estadístico, y halló que los especímenes efectivamente se agrupan en conjuntos de cabeza pequeña y de cabeza grande. Sin embargo, sin ninguna variación conocida en la forma real de los huesos o el tejido blando (diferencias morfológicas), él encontró que la idea de dimorfismo sexual no era concluyente.

### Orientación de la cabeza

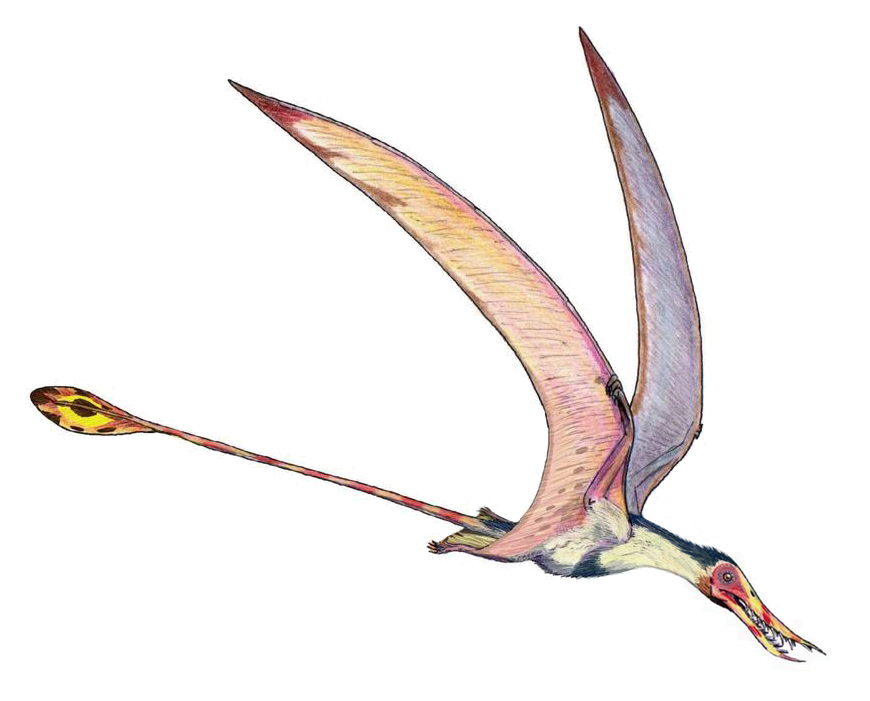
Recreación de un Rhamphorhynchus en vuelo.

En 2003, un equipo de investigadores liderados por Lawrence Witmer estudiaron la anatomía cerebral de varios tipos de pterosaurios, incluyendo a Rhamphorhynchus muensteri, usando moldes endocraneales del cerebro que obtuvieron al desarrollar escaneos de cráneos fósiles. Usando comparaciones con animales modernos, fueron capaces de estimar varios atributos físicos de los pterosaurios, incluyendo la orientación relativa de la cabeza durante el vuelo y la coordinación de los músculos de la membrana alar. Witmer y su equipo encontraron que Rhamphorhynchus sostenía su cabeza paralela al suelo debido a la orientación de su laberinto óseo del oído interno, el cual ayuda a los animales a detectar el balance. En contraste, los pterosaurios pterodactiloides como Anhanguera parecen haber sostenido normalmente sus cabezas en un ángulo hacia abajo, tanto en vuelo como sobre tierra.

### Patrones de actividad diaria
Las comparaciones entre los anillos escleróticos de Rhamphorhynchus y las aves y reptiles modernos sugieren que este pudo haber sido nocturno, y pudo haber tenido patrones de actividad similares a los de las actuales aves marinas nocturnas. Esto también podría indicar una división de nicho ecológico con los pterosaurios coetáneos que se cree que eran diurnos, como Scaphognathus y Pterodactylus.

### Ecología

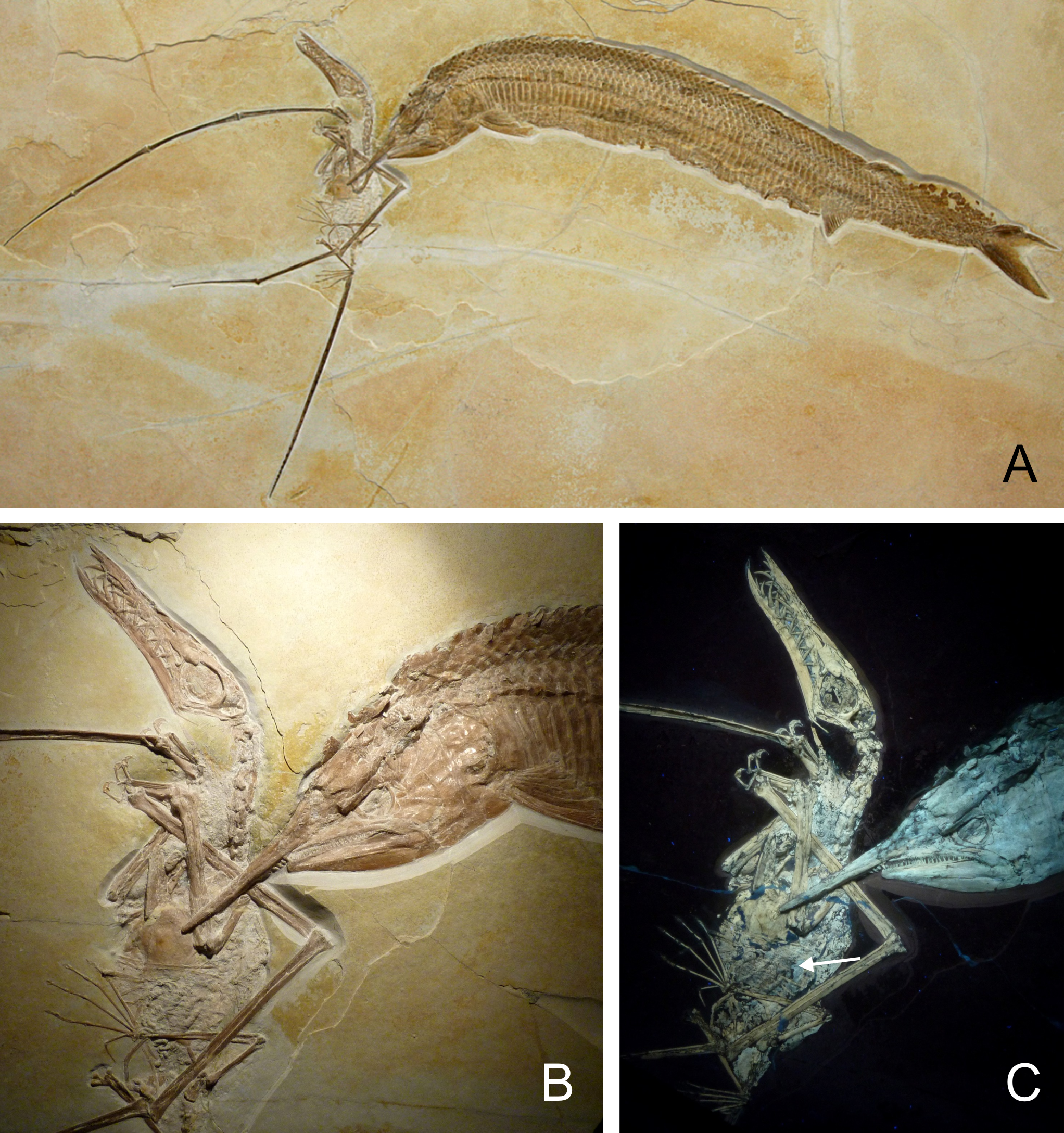
Espécimen fósil WDC CSG 255, incluyendo un Rhamphorhynchus con un pez Leptolepides atrapado en su faringe y atrapado a su vez en las mandíbulas de un Aspidorhynchus

Varias láminas de caliza han sido descubiertas con fósiles de Rhamphorhynchus hallados en cercana asociación con el pez ganoideo Aspidorhynchus. En uno de estos especímenes, las mandíbulas de un Aspidorhynchus pasan a través de las alas de un ejemplar de Rhamphorhynchus. El Rhamphorhynchus también tiene los restos de un pequeño pez, posiblemente Leptolepides, en su garganta. Esta lámina, catalogada como WDC CSG 255, puede representar dos niveles de depredación; uno por Rhamphorhynchus y otro por Aspidorhynchus. En una descripción de 2012 de WDC CSG 255, los investigadores propusieron que el individuo de Rhamphorhynchus había acabado de atrapar a un Leptolepides mientras estaba volando bajo, sobre un cuerpo de agua. Como el Leptolepides estaba bajando por su faringe, un gran Aspidorhynchus pudo haberlo atacado desde debajo del agua, perforando accidentalmente la membrana izquierda del Rhamphorhynchus con su afilado hocico en el proceso. Los dientes en su hocico quedaron atrapados en el tejido fibroso de la membrana de ala, y al tratar de liberarse del ala la tiró hacia atrás a la posición distorsionada que se observa en el fósil. El encuentro resultó en la muerte de ambos individuos, muy probablemente debido a que los dos animales se hundieron en una capa anóxica en el cuerpo de agua, privando al pez de oxígeno. Los dos pudieron haberse preservado juntos ya que el peso de la cabeza del Aspidorhynchus arrastró al fondo al cuerpo mucho más liviano del Rhamphorhynchus.

## Especies

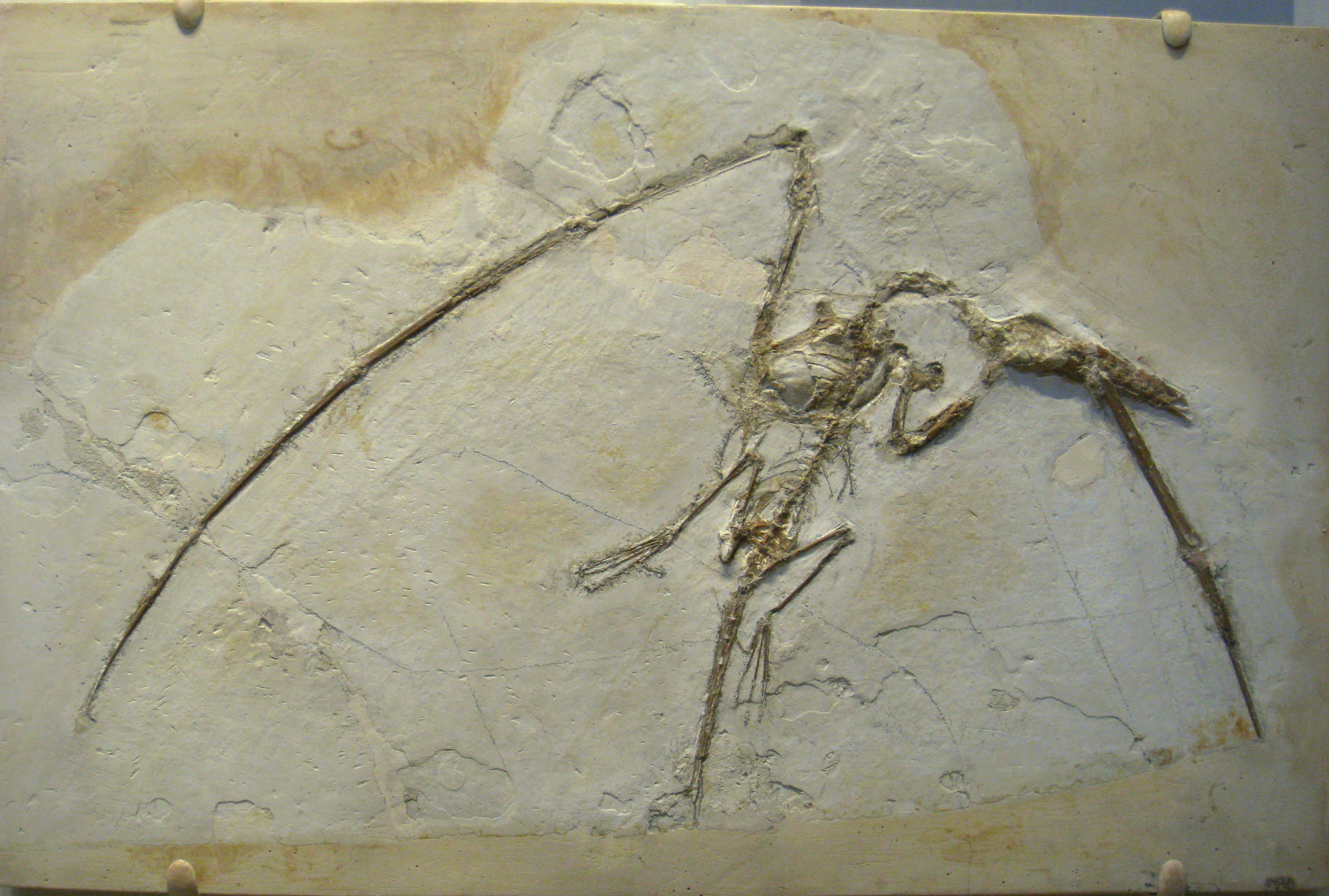
Espécimen fósil de Rhamphorhynchus muensteri de la Caliza de Solnhofen de Alemania. Museo Carnegie de Historia Natural #CM11427

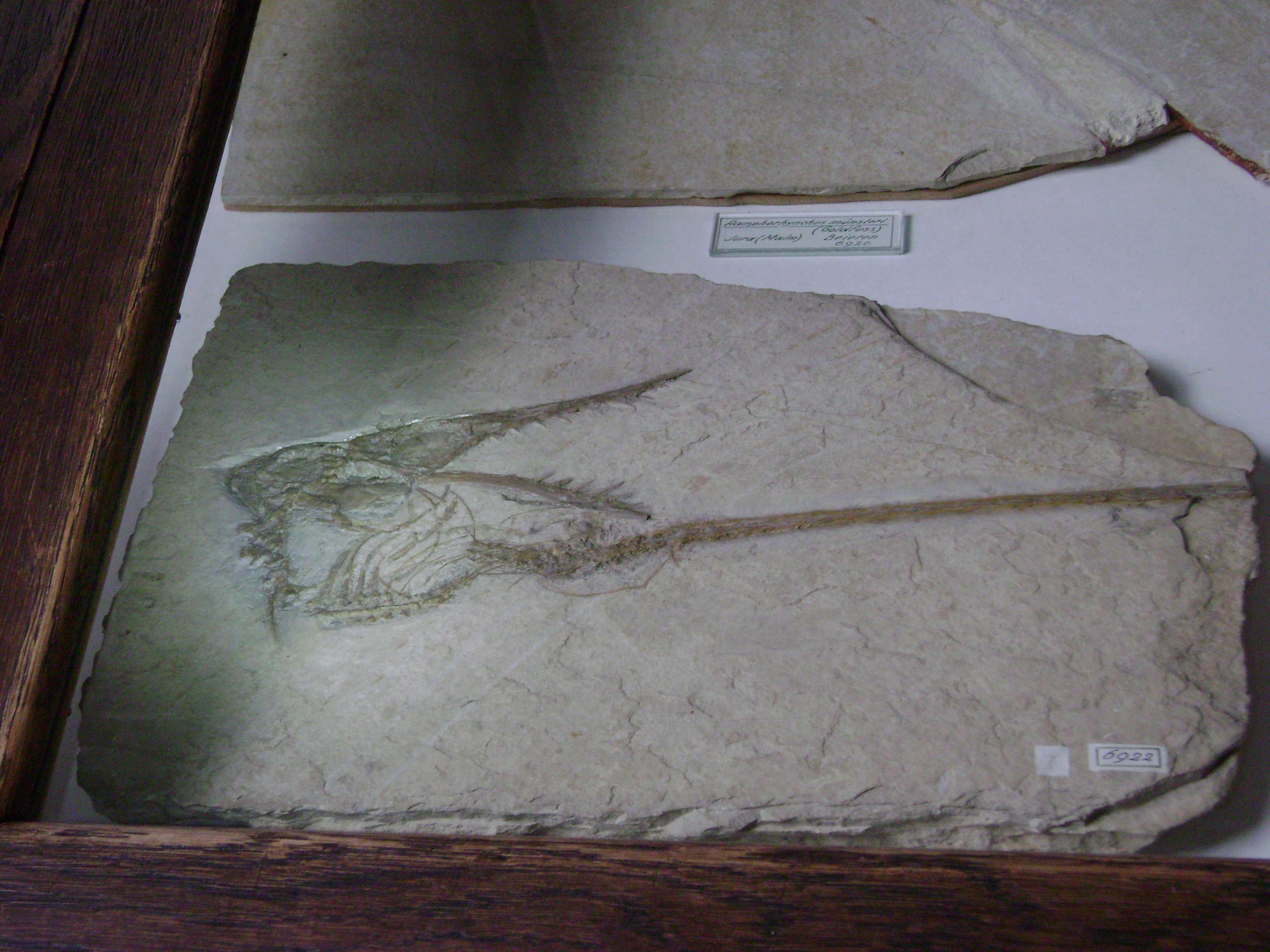
Holotipo de R. gemmingi, Museo Teylers, Haarlem

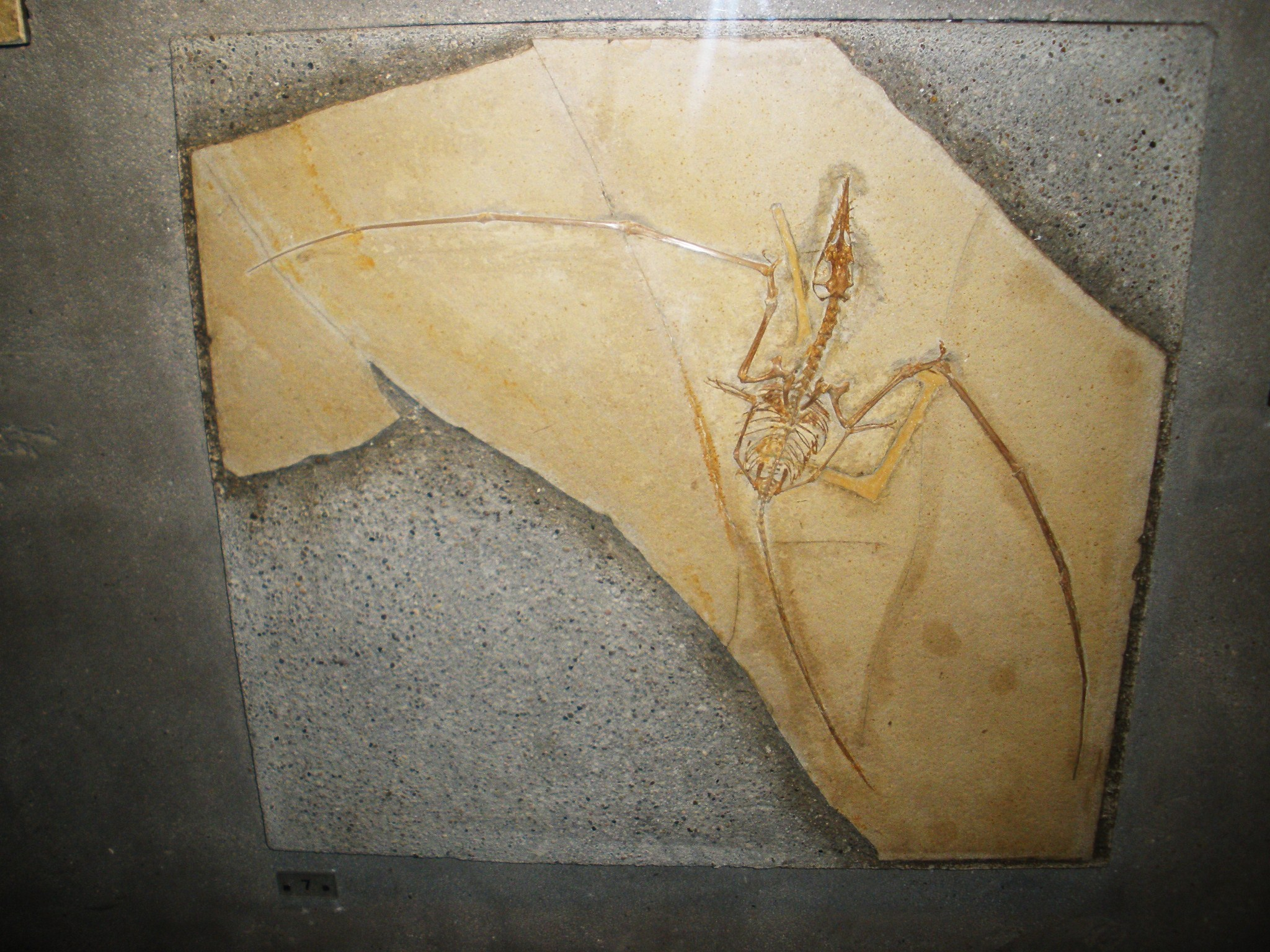
Espécimen antes asignado a R. gemmingi

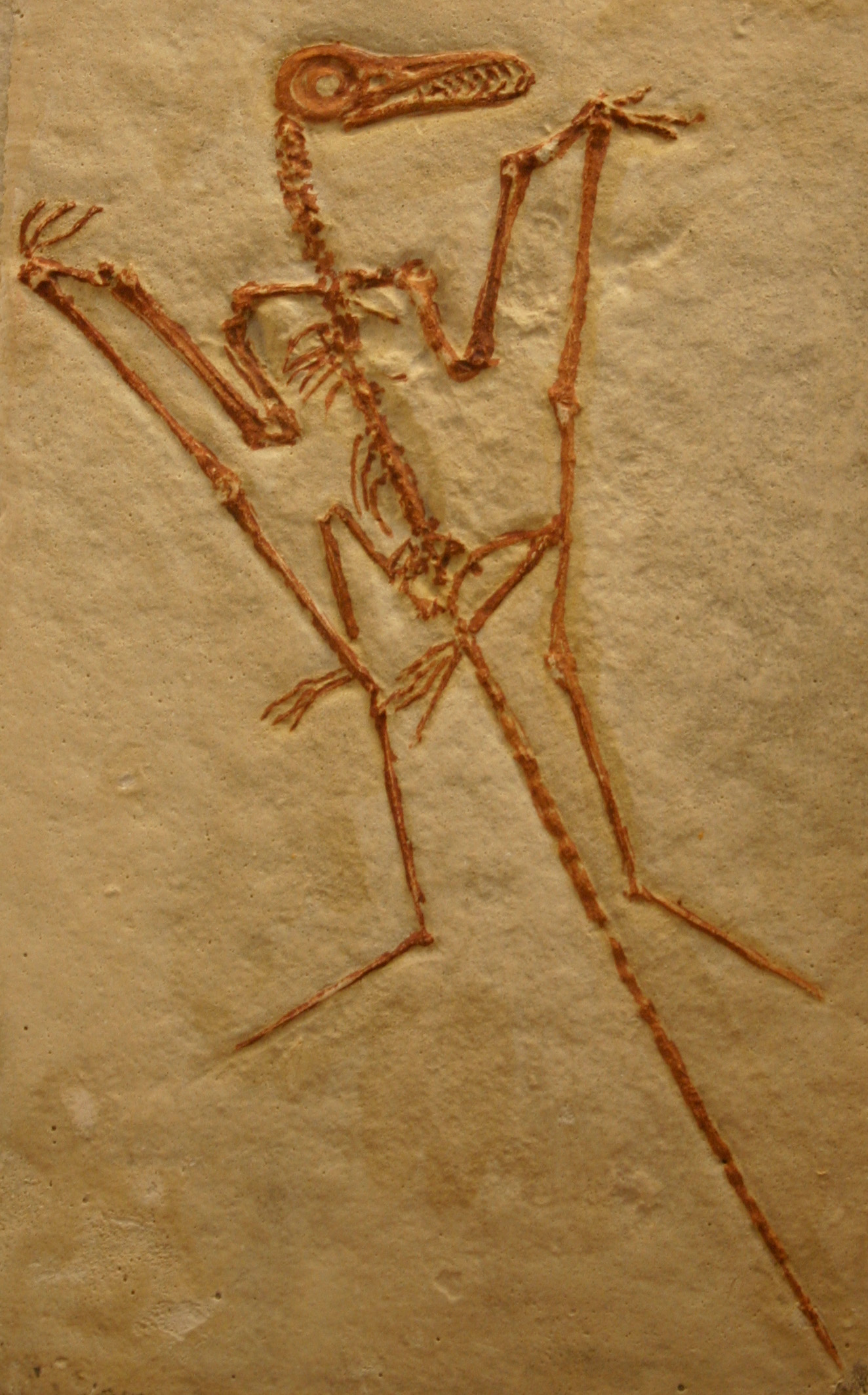
Réplica de un espécimen sin cabeza de R. muensteri atribuido originalmente a R. longicaudus, Museo de Historia Natural de la Universidad de Oxford. La cabeza ha sido reconstruida para la réplica.

Un gran número de especies de Rhamphorhynchus han sido nombradas, pero actualmente muchos investigadores las consideran individuos de distintas edades de R. muensteri. Los especímenes reconocidos actualmente de Rhamphorhynchus han sido publicados previamente bajo los siguientes sinónimos más modernos:
Nótese que Rhamphorhynchus es también un género de orquídea, nombrada en 1977 por el botánico L.A. Garay. En la nomenclatura biológica, el mismo nombre puede ser usado para un animal aunque haya sido usado para una planta o viceversa.

### Sinónimos
Sinónimos de Rhamphorhynchus muensteri:
- Ornithocephalus muensteri Goldfuss, 1831 emend. Lydekker, 1888
- Pterodactylus muensteri Goldfuss, 1831 emend. Lydekker, 1888
- Pterodactylus (Rhamphorhynchus) muensteri (Goldfuss, 1831)
- R. longicaudus (Münster, 1839) von Meyer, 1846
  - Pterodactylus longicaudus Münster, 1839
  - Odontorhynchus longicaudus (Münster, 1839) Olshevsky, 1978
  - Ornithocephalus longicaudus (Münster, 1839) Wagner, 1851
  - Rhamphorhynchus (Odontorhynchus) longicaudus (Münster, 1839) Stolley, 1936
- R. gemmingi (von Meyer, 1846) von Meyer, 1855
  - Pterodactylus lavateri von Meyer, 1838a
  - Ornithopterus lavateri (von Meyer, 1838a) von Meyer, 1838b
  - Pterodactylus gemmingi von Meyer, 1846
  - Pterodactylus (Rhamphorhynchus) gemmingi von Meyer, 1846
  - Pterodactylus (Ornithopterus) lavateri (von Meyer, 1838a) Owen, 1851
  - Ornithocephalus gemmingi (von Meyer, 1846) Wagner, 1851
  - Rhamphorhynchus (Pterodactylus) gemmingi (von Meyer, 1846) von Meyer, 1855
- R. suevicus O. Fraas, 1855
- Pterodactylus hirundinaceus Wagner, 1857
- Pterodactylus (Rhamphorhynchus) hirundinaceus Wagner, 1857
- R. hirundinaceus (Wagner, 1857) Wagner, 1858
- R. curtimanus Wagner, 1858
- R. longimanus Wagner, 1858
- R. meyeri Owen, 1870
- R. phyllurus Marsh, 1882
- Pteromonodactylus phyllurus (Marsh, 1882) Teryaev, 1967
- R. longiceps Woodward, 1902
  - Ornithocephalus giganteus Oken, 1819
  - Pterodactylus giganteus (Oken, 1819)
  - Pterodactylus grandis Cuvier, 1824
  - Ornithocephalus grandis (Cuvier, 1824) Wagner, 1851
  - R. grandis (Cuvier, 1824) Lydekker, 1888
  - Pterodactylus secundarius von Meyer, 1843
  - Ornithocephalus secundarius (von Meyer, 1843) Wagner, 1851
  - R. kokeni F. Plieninger, 1907
- R. megadactylus von Koenigswald, 1931
- R. carnegiei Koh, 1937

### Especies dudosas
Especies dudosas de Rhamphorhynchus:
- R. jessoni (Lydekker, 1890)
- R. tendagurensis (Peck, 1931)
- R. intermedius Koh, 1937
- R. intermedius var. brevialata Koh, 1937

### "Odontorhynchus"
"Odontorhynchus" aculeatus estaba basado en un cráneo con mandíbula inferior el cual está ahora perdido. Este conjunto de mandíbulas supuestamente diferían en que tenían dos dientes unidos de la punta de la mandíbula inferior, y ninguno en la punta de la mandíbula superior. El cráneo medía 6.5–7.0 centímetros, haciéndolo una forma pequeña. Stolley, quien describió el espécimen en 1936, afirmó que R. longicaudus debía ser también reclasificado en el género "Odontorhynchus". Tanto Koh como Wellnhofer rechazaron la idea, afirmando que "Odontorhynchus" era un sinónimo más reciente de R. longicaudus. Bennett estuvo de acuerdo con esta evaluación, e incluyó tanto a "Odontorhynchus" como a R. longicaudus como sinónimos de R. muensteri.

## En la cultura popular
Los antagonistas principales en las dos primeras novelas de Pellucidar escritas por Edgar Rice Burroughs son una raza de gigantes Rhamphorhynchus telepáticos llamados Mahars que utilizan a los Sagoths, una raza de gente similar a gorilas, para obtener humanos para esclavitud, deporte y comida.
Rhamphorhynchus fue representado en el tercer episodio, "Un mar cruel", de la serie de televisión de la BBC Walking with Dinosaurs. El reptil es mostrado viviendo cerca del mar cazando peces, cavando para obtener huevos de cangrejos de herradura y pelando la corteza de árboles de coníferas para hallar larvas del escarabajo de la corteza. Es también mostrado como presa del dinosaurio Eustreptospondylus.
También apareció en el filme de 1971 Cuando los dinosaurios dominaban la tierra. 
En la película de monstruos japonesa de 1977 Legend of Dinosaurs & Monster Birds, un plesiosaurio y un Rhamphorhynchus agigantados aterrorizan a la gente cerca del monte Fuji hasta que batallan entre sí hasta la muerte en medio de una erupción volcánica. 
En la película En busca del valle perdido VII hay un Rhamphorhynchus siniestro llamado Rinkus.